# Chillicothe (Teksas)
Chillicothe – miasto w Stanach Zjednoczonych, w stanie Teksas, w hrabstwie Hardeman.